# Желдибаев, Абдимомын
Абдимомын Желдибаев (каз. Әбдімомын Желдібаев; 15 октября 1934, Шуский район, Жамбылская область, Казахская ССР — 12 апреля 2024) — казахский композитор, кюйши, домбрист, педагог. Заслуженный деятель искусств Республики Казахстана (1994). Награждён орденами «Курмет», «Парасат» и «Достык» 2 степени. Автор кюя «Ерке сылқым». Это произведение вошло в Золотой фонд казахской музыкальной культуры, и пользуется огромной популярностью у народа.

## Биография
Родился в ауле Жамбыл Шуйского района Жамбылской области в 1934 году. Происходит из рода сикым племени дулат.
Окончил Жамбылское культурно-просветительское училище и Казахскую национальную консерваторию имени Курмангазы.
Работал в 1964—1965 годах в отделе культуры Шуского района.
В 1965—1996 годах организовал и руководил ансамблем «Шу еркесі».
Автор более 70 кюев и песен, таких как «Арман құс», «Ерке сылқым», «Абай арманы», «Жамбыл толғауы», «Тұран елі». Произведения нашли место в репертуаре Казахского академического оркестра народных инструментов.
Умер 12 апреля 2024 года в возрасте 89 лет.

## Награды и звания
- Указом Президента РК награждён орденами «Курмет», «Парасат» и «Достык» 2 степени (2017).[3]
- Заслуженный деятель искусств Республики Казахстана (1994);
- Медаль «20 лет независимости Республики Казахстан» (2011);
- Медаль «25 лет независимости Республики Казахстан» (2016);
- Медаль «Ветеран труда Казахстана» (2017);
- Юбилейная медаль «75 лет Победы в Великой Отечественной войне 1941—1945 гг.» (2019);
- Медаль «25 лет Конституции Республики Казахстан» (2020);
- Почётный гражданин Жамбылской области и Шуского района.
- Благодарственное письмо Президента Республики Казахстан с вручением нагрудного знака «Алтын Барыс»;